# 达西·迪努奇
达西·迪努奇（Darcy DiNucci）是一位作家，网页设计师和用户体验专家。他曾在Ammunition、Method、Adaptive Path、Sequence和Smart Design等多家公司从事网页设计和用户体验等工作。迪努奇在1999年创造了Web 2.0这个词，并预测了它对公共关系的影响。